# Кызылойское
Кызылойское — газовое месторождение Казахстана. Расположено в Челкарском районе Актюбинской области в 35 км к западу от Байзакского газового месторождения.
Район изучался площадными сейсмическими исследованиями MOB и структурно-поисковым бурением в 1964—1966 гг. Месторождение открыто в 1967 году разведочной скважиной.
Кызылойское поднятие представлено в виде антиклинальной складки размерами 19×13,5 км с амплитудой 100 м.
В разрезе эоцена (белоглинский и кумский горизонты) выявлено три газовых залежи. Основной газовый горизонт, приуроченный к средней части белоглинских отложений, залегает на глубине 439 м и состоит из мелких глинистых зернистых алевролитов, образованных вслед за глинистыми слоями.
Газовая залежь является пластовой, сводовой, литологически экранированной.
Открытая пористость алевролитных пород 37,6 %. Общая толщина коллекторов 13,5—17,9 м. Толщина, насыщенная полезным газом, 8 м, коэффициент насыщения газом 0,65. Давление пласта горизонта белой глины 4,8—5,0 МПа, температура 32°.
Газ содержит метана от 84,5 до 95,5 %, тяжелых углеводородов 0,4 %, азота 8,3 %, углекислоты 1,5 %, аргона 0,05 %, гелия 0,015-0,031 %. Газ кумского горизонта «сухой», содержит метана 92 %, этана 0,7 %, тяжелых гомологов 0,9 %, азота с редкими газами 6 %, углекислоты 0,9 %.
Запасы Кызылойского газового месторождения — 1,4 млрд м³ газа по данным оператора месторождения Tethys Petroleum. Суточная добыча газа 93 тыс. м³ (по данным на середину 2000-х годов).